# Sanna Ruohoniemi
Sanna Ruohoniemi (* um 1993) ist eine finnische Jazzsängerin und Komponistin.
Ruohoniemi absolvierte die Jazzstudiengänge an der Kungliga Musikhögskolan in Stockholm, der Sibelius-Akademie in Helsinki und dem Nordjysk Musikkonservatorium in Aarhus. Sie lebt heute in Stockholm.
Ihr Debütalbum Tales of a Stranger (Eclipse Music 2016) erhielt gute Bewertungen bei skandinavischen Kritikern. Im Herbst 2018 veröffentlicht sie mit ihrer Band ihr zweites Album Start from Nothing beim selben Label sowie international bei Galileo Music mit einer Mischung aus nordischem Folk und Jazzlinien. Sie trat auf dem Stockholm Jazz Festival ebenso auf wie beim Sydney International Women Jazz Festival.